# Schloss Baumkirchen

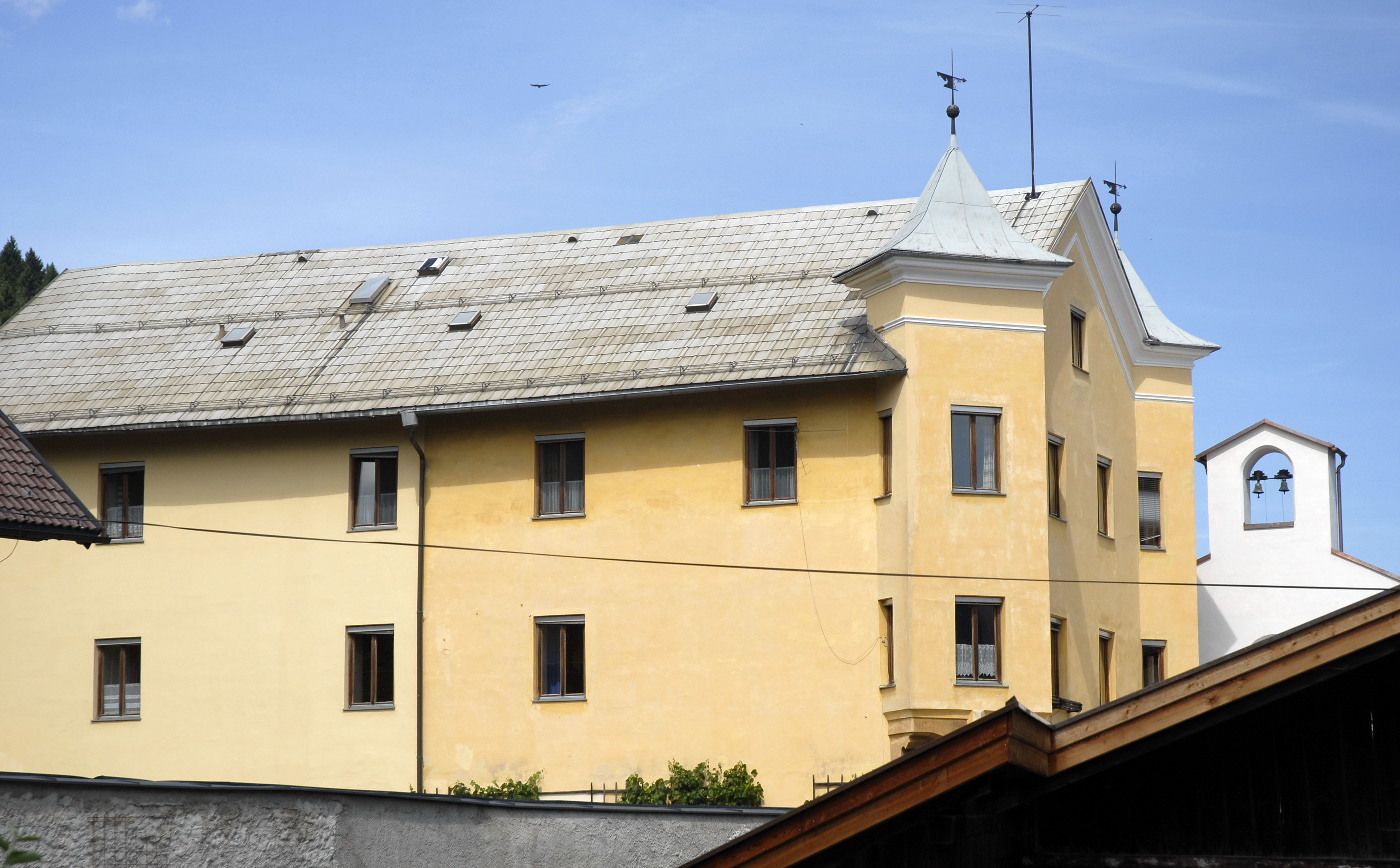
Schloss Baumkirchen vor der letzten Renovierung

Das Schloss Baumkirchen (auch Schloss Wohlgemutsheim oder Schloss Wohlgemuetsheim genannt) befindet sich in der Gemeinde Baumkirchen im Bezirk Innsbruck-Land von Tirol (Schloßstraße 4).

## Geschichte
Baumkirchen wurde ersturkundlich um 1147 als „Poumchirche“ erwähnt, die Herren von Baumkirchen im Jahr 1223; das Adelsgeschlecht starb am Ende des 14. Jahrhunderts aus.
Das Schloss wurde von Paul Heuberger 1474 erbaut, die Schlosskapelle zu Ehren der Vierzehn Nothelfer wurde von Paul von Kripp vor 1517 errichtet. Im 17. Jahrhundert war die Kapelle so verfallen, dass sie für gottesdienstliche Zwecke nicht mehr verwendet werden konnte. Das heutige Patrozinium der Heiligen Dreifaltigkeit lässt daher auf eine zweite Weihe schließen.
1587 wurde das Schloss von Erzherzog Ferdinand von Tirol für seine zweite Gattin Anna Caterina von Gonzaga erworben. Zwischen 1622 und 1783 kam es in den Besitz des Damenstiftes Hall. Dieses wurde 1783 durch Kaiser Josef II. aufgehoben. Danach kam es bis 1959 an die Grafen Galen. Letzter adeliger Besitzer des Schlosses war Christof Bernhard Graf Galen, der am 5. Mai 1973 als Wohltäter und Ehrenbürger der Gemeinde Baumkirchen im 88. Lebensjahr gestorben ist. Er ließ 1955 die Kapelle von Willi Ghetta restaurieren, der drei Deckenbilder aus dem Ende des 17. Jahrhunderts freilegte, die auf das alte Patrozinium der Vierzehn Nothelfer bezogen sind.
1959 wurde Schloss Baumkirchen an die Don Bosco Schwestern verkauft. Das Haus wurde so umgebaut, dass es als Kloster, Exerzitienhaus und Jugendzentrum dienen kann. Von 2009 bis 2014 wurde das Gebäude generalsaniert und mit Zubauten für Tagungen versehen.

Schloss Baumkirchen
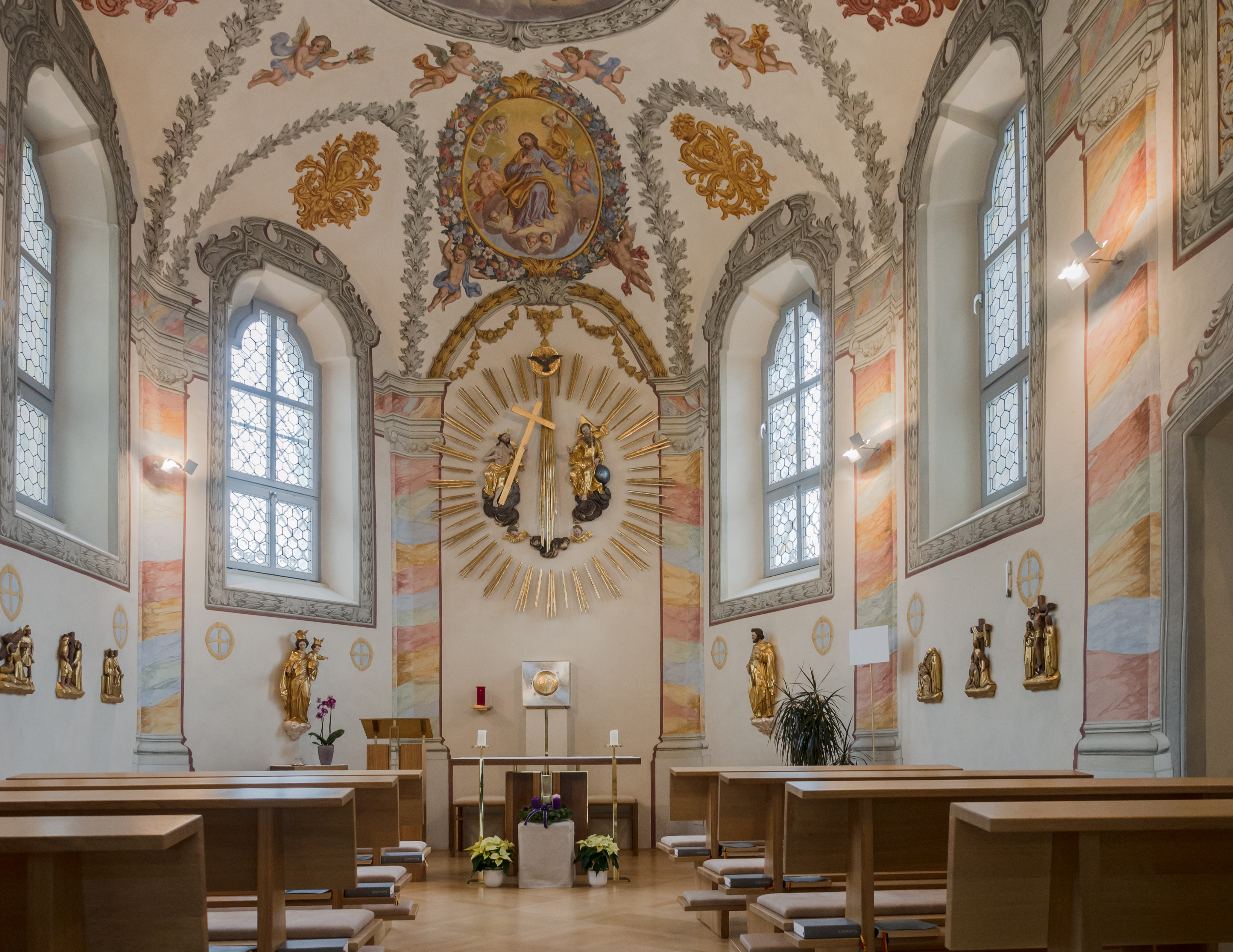
Innenansicht der Schlosskapelle
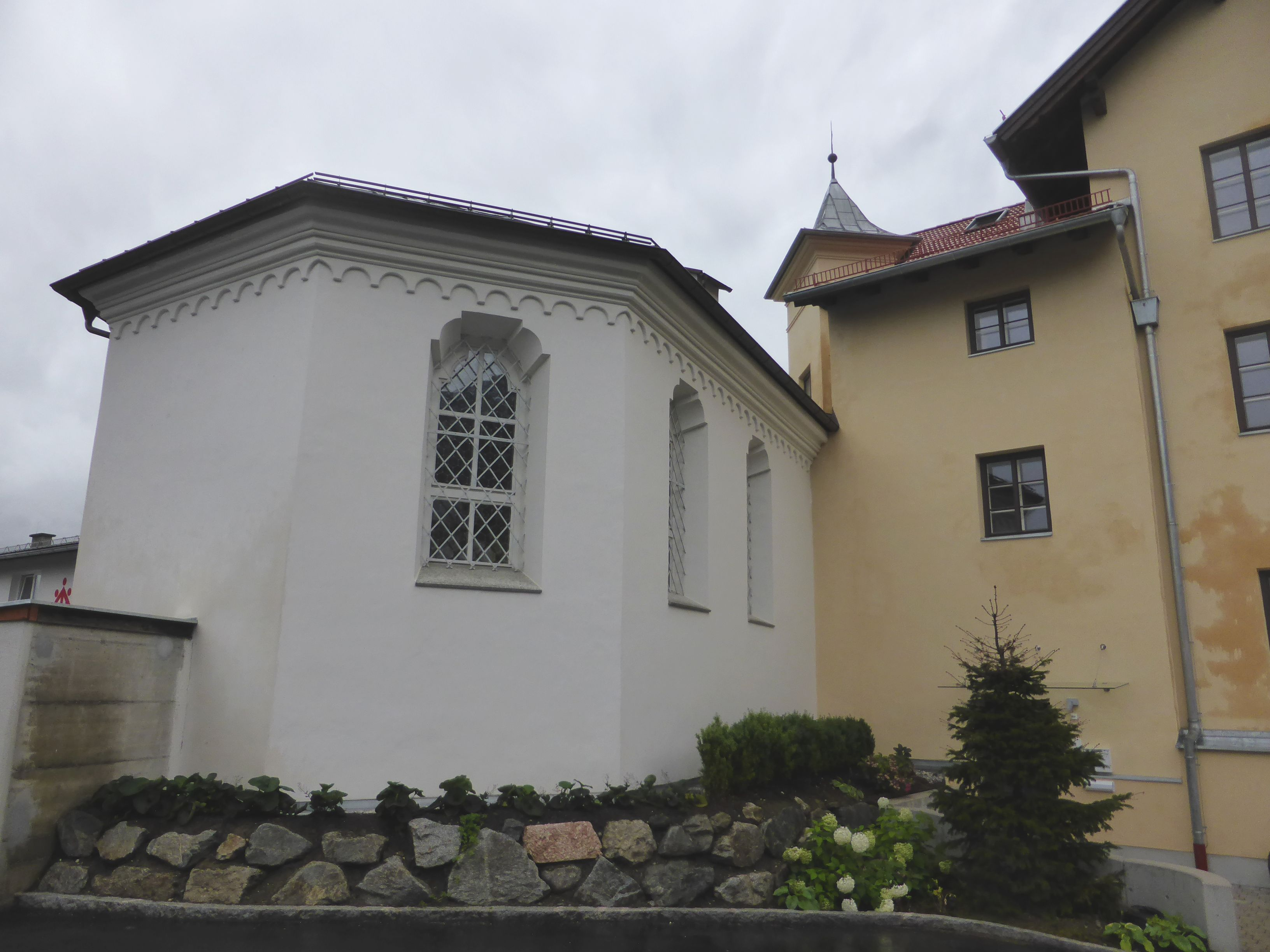
Kapelle des Wohlgemutsheims
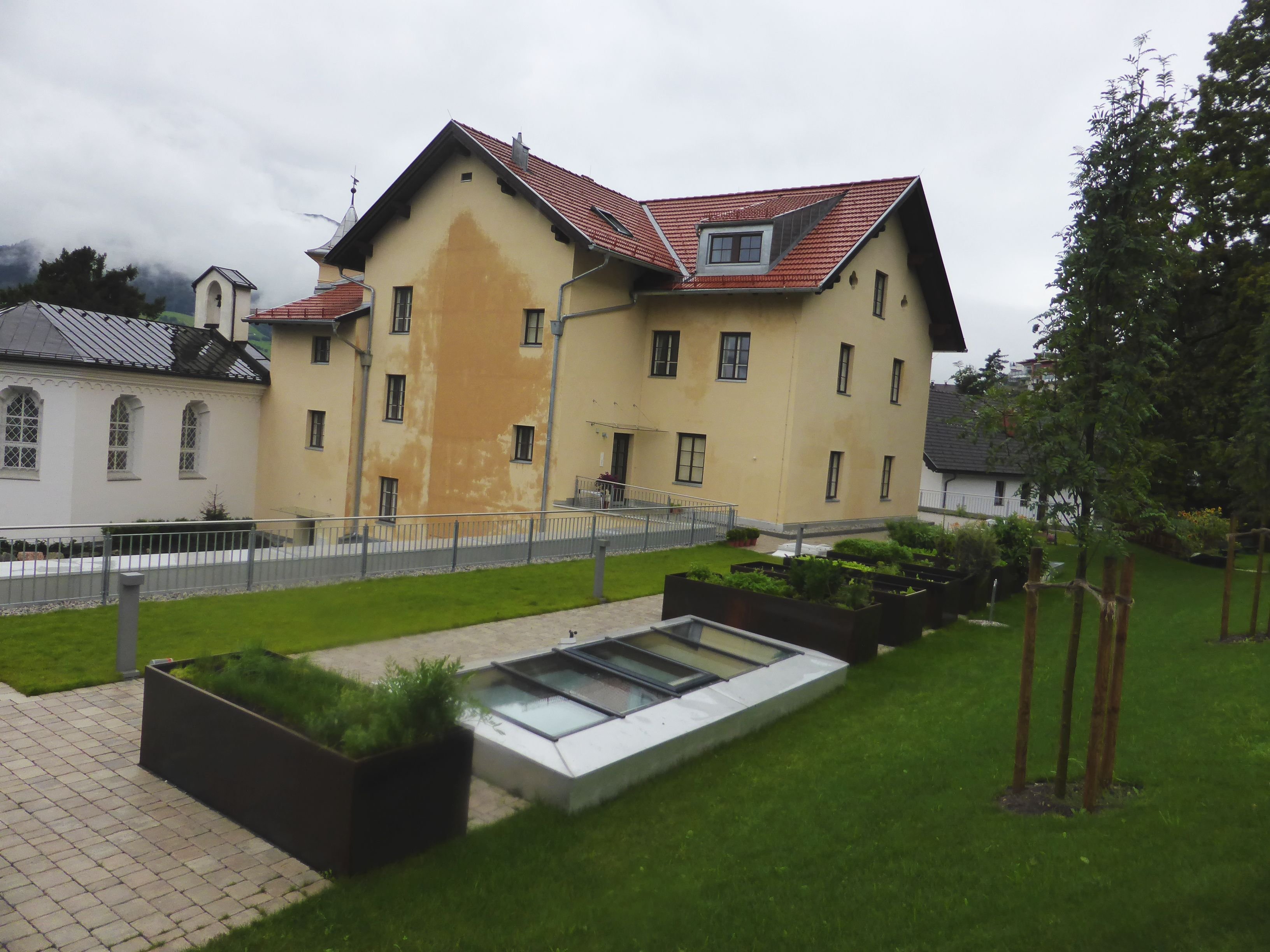
Schloss Baumkirchen
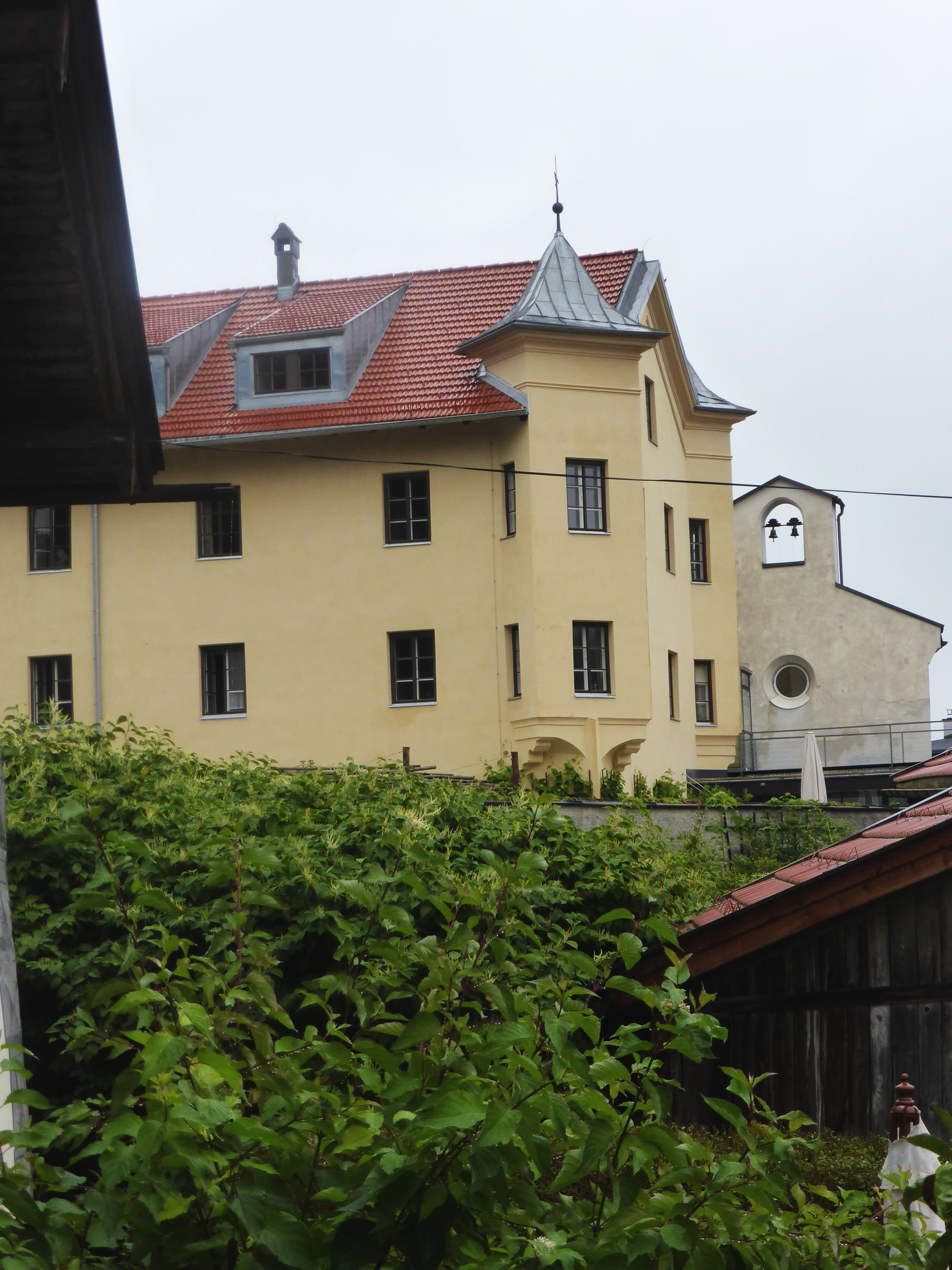
Schloss Baumkirchen

## Schloss Baumkirchen heute
Das Schloss ist ein dreigeschoßiger würfelförmiger Bau mit einem hohen Walmdach. Das Gebäude besitzt schräg gestellte Eckerker, die mit der Giebelfront optisch verbunden sind; über einen Verbindungsgang gelangt man in die Kapelle. Erwähnenswert sind das Rundbogenportal an der Stirnfront, die Halle und die 1955 in der Kapelle freigelegten Fresken.
Heute ist im Schloss Wohlgemutsheim ein Geistliches Zentrum und Tagungshaus der Don Bosco Schwestern eingerichtet, das auch von externen Veranstaltern genutzt werden kann. Es dient für Exerzitien, Seminare, Tagungen und Freizeiten; außerdem war es von 2014 bis 2022 der Alterssitz des emeritierten Salzburger Erzbischofs Alois Kothgasser. In den Anbauten befinden sich das Kloster der Schwestern, ein Kindergarten und ein Hort.